# Problema de la cúspide de l'halo
El problema de la cúspide de l'halo sorgeix de les simulacions cosmològiques que semblen indicar que la matèria fosca freda formaria distribucions en forma de cúspide en les àrees més denses de l'univers. Aquest fet implicaria que el centre de la nostra galàxia, per exemple, exhibiria una densitat de matèria fosca més alta que en altres àrees. Això no obstant, sembla més aviat que els centres d'aquestes galàxies no tenen cap cúspide en al distribució de la matèria fosca.
S'ha especulat que la distribució de la matèria bariomètrica podria d'alguna manera desplaçar la matèria fosca freda dels nuclis densos de les galàxies espirals; no obstant això, aquest fet no ha estat corroborat per cap explicació plausible o cap simulació per ordinador.

## Observacions
Un dels primers i més sòlids resultats que s'obtenen de les simulacions cosmològiques dels N-cossos és la presència d'una cúspide en els centre dels halos de matèria fosca freda. No obstant això, les observacions no mostren aquesta cúspide.

## Possibles solucions
El conflicte entre les simulacions per ordinador i les observacions astronòmiques creen constriccions numèriques relacionades amb el problema de la cúspide/nucli. Les restriccions de les observacions de les concentracions en l'halo impliquen l'existència de restriccions teòriques en els paràmetres cosmològics. Segons McGaugh, Barker, i de Blok, podrien haver tres possibilitats bàsiques per a interpretar els límits de concentració de l'halo:
1. Els halos de matèria fosca freda han de tenir cúspides; per tant, els límits mencionats proporcionen noves restriccions als paràmetres cosmològics.
2. Alguna cosa (per exemple: retroalimentació, modificacions de la naturalesa de la matèria fosca) elimina les cúspides i, per tant, les restriccions en cosmologia.
3. La imatge de les formacions de l'halo suggerides per les simulacions de la matèria fosca freda estan equivocades.

Una aproximació per a solucionar el problema de la cúspide en els halos galàctics és considerar models que modifiquin la naturalesa de la matèria fosca; en aquest sentit, s'han considerat entre d'altres la matèria fosca tèbia, borrosa, interactuant i fins i tot la metafreda.